# Валентин Босевски
Валентин Мирчев Босевски е български лекар и политик, министър на околната среда през 1992 – 1995 година.

## Биография

### Произход и образование
Валентин Босевски е роден на 10 декември 1940 година в Свищов, България. През 1967 година завършва Висшия медицински институт в София и от 1971 година е лекар в Българската народна армия. Работи във Военномедицинска академия, където през 1987 година създава и оглавява Центъра по радиационна защита. През 1988 – 1990 година е агент на Трето управление на Държавна сигурност с псевдоним Вихър.

### Политическа кариера
През 1990 – 1991 година Босевски е заместник-министър на околната среда, а през 1992 година главен секретар на Постоянната комисия за защита на населението при бедствия.
През 1992 година Валентин Босевски става министър на околната среда в правителството на Любен Беров, като запазва този пост и в служебния кабинет на Ренета Инджова (1994 – 1995). През октомври 1995 година става президент на Националния доверителен екофонд, екологична фондация, финансирана главно от правителството на Швейцария.